# Avadana

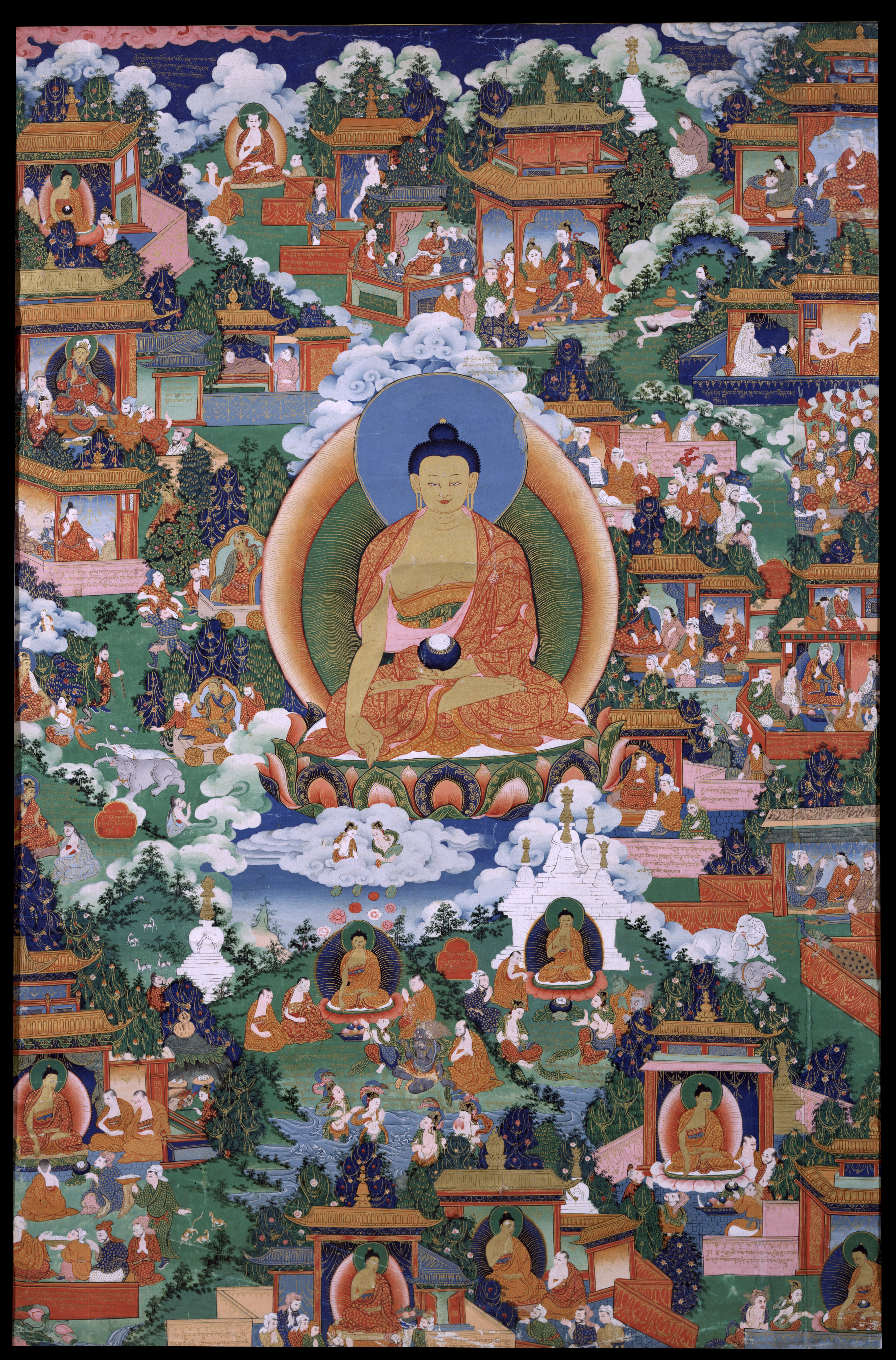
Shakyamuni Buddha dans des scènes de légendes Avadana. XIXe siècle, au Rubin Museum of Art.

Avadāna (IAST: avadāna, « acte glorieux », d'où « conte édifiant, légende dorée ») est un mot qui dénote des récits que l'on trouve dans le bouddhisme, mais aussi dans d'autres courants religieux. Ces contes racontent en général des histoires simples et édifiantes à propos de vies antérieures de personnages saints, destinées avant tout à un public laïc.

## Étymologie
Dans le bouddhisme, explique le bouddhologue Richard Gombrich, le « fruit » de l’action (son résultat) correspond en principe au terme phala. Mais il arrive aussi que l’on utilise le mot pali apādana (littéralement « moissonner »), qui a été sanskritisé en avadāna, et dont le sens originel a été par la suite oublié. Ainsi, originellement, un avadāna est une histoire qui  raconte comment un acte d'une vie antérieure produit un fruit dans une nouvelle vie.

## Genre littéraire
Les Avadâna constituent un des douze genre traditionnels (dvādaśāṅga) de la littérature bouddhique en sanskrit, au côté entre autres des jatâka. Ces récits proposent des histoires simples, libre de complications doctrinales dans lesquelles les bonnes actions, motivées par l'amour et la dévotion sont récompensées, tandis que les mauvaises, motivées par la malice et la haine, sont punies. 
Ce genre littéraire semble être devenu populaire dans le courant du bouddhisme ancien, avant le développement du courant du mahâyâna, ce qui le met au début de l'ère commune. Ses récits révèlent le début d'une attitude marquée par la dévotion envers le Bouddha; mais l'absence de figures du type bodhisattva ainsi que l'approche plutôt terre-à-terre de ces histoires plaident en faveur d'un développement pré-mahâyâna,.  
Parmi les exemples les plus importants de ce genre, mentionnons l'Adavâna-Shataka « les cent avadâna », le Ashoka-Avadâna (contant la vie de l'empereur Ashoka), le Divya-Avadâna (un des premiers recueils du genre) et l'Avadâna-Kalpalatâ (recueil plus tardif).  

## Contenu
Pas de trace dans ces histoires d'une intercession auprès du Bouddha afin d'être sauvé. En revanche, ces textes soulignent la nécessité pour l'individu de progresser sur le plan spirituel en posant des actes moralement bons, ce qui le rend seul responsable de ce progrès. Une telle conception fait dire aux chercheurs que le genre littéraire des avadâna constitue une transition entre le bouddhisme hînayâna et le mahâyâna.